# Bordon
Bordon är en småstad i grevskapet Hampshire i södra England. Staden ligger i distriktet East Hampshire samt i civil parishen Whitehill, cirka 9 kilometer sydost om Alton. Tätorten (built-up area) hade 9 349 invånare vid folkräkningen år 2021.